# Cinc mil
El cinc mil és un nombre natural que s'escriu 5000 en el sistema de numeració àrab i V en el romà. En el sistema binari és 1001110001000, en l'octal és 11610 i en l'hexadecimal és 1388. La seva factorització en nombres primers és 23 × 54.
Ocurrències del nombre cinc mil:
- Designa l'any 5000 dC o el 5000 aC